# 249

## Události
- Decius se stal římským císařem po tom, co porazil Philippa Arabse v bitvě u Verony
- Decius začal pronásledovat křesťany a opozici

#### Probíhající události
- 249–262: Cypriánův mor

## Úmrtí
- Philippus Arabs, římský císař, byl zabit na jaře 249 během bitvy u Verony

## Hlavy států
- Papež – Fabián (236–250)
- Římská říše – Philippus Arabs (244–249) + Philippus II., spoluvladař (244–249) » Decius (249–251)
- Perská říše – Šápúr I. (240/241–271/272)
- Kušánská říše – Vášiška (247–267)
- Kavkazská Iberie – Mirdat II. Iberský (249–265)

Indie:
- Guptovská říše – Maharádža Šrí Gupta (240–280)